# 플루벤다졸
플루벤다졸(Flubendazole)은 사람이나 동물의 기생충 감염을 치료하는 구충제이다. 화학적으로 메벤다졸과 매우 유사하며 유일한 차이점은 플루오린기가 추가되었다.

## 수의학에서 사용
브랜드 이름은 Flutelmium이며, 개와 고양이의 내부 기생충과 벌레로부터 보호하기 위해 수의사가 사용하는 얀센제약에서 제조한 약이다. 다른 브랜드 이름은 Flubenol, Biovermin 및 Flumoxal이다. 의사의 처방전 없이도 구입하여 사용할 수 있다. 시중에 나온 플루벤다졸(500mg/15ml) 제품들로 젤콤 정/현탁액(종근당), 훌벤현탁액(태극제약), 알콤정(일양약품) 등이 있다. 1세 이상 사용할 수 있으며, 1일 1회 500mg/15ml(1포) 복용하면 된다.
Flubendazole 처리 그릿은 2000년 이래로 많은 키친 그 라우스 슈팅 무어들 사이에서 강건한 벌레의 조류 수에 미치는 영향을 줄이기 위해 점점 더 많은 규모의 농경지에서 배설되었다. 수의사가 '약물 가루'라고 알려진 제품을 분배하고 판매하기 전에 높은 웜 부담의 증거가 필요하다. 그러나 황무지에서 흘러 나오는 지하수로 유입되는 오염 물질과 농업 환경에서의 사용 및 분뇨의 존재에 대한 우려가 증가하고 있다. 연구원들은 더 넓은 환경에서이 의약품과 다른 동물 용 의약품의 존재에 관한 정책 개발을 알리기 위해 연구 증거를 수집하기 시작했다.